# Nhóm ngôn ngữ Athabasca Nam
Nhóm ngôn ngữ Athabasca Nam (cũng gọi là Apache) là một phân nhóm của nhóm ngôn ngữ Athabasca được sử dụng chủ yếu ở Tây Nam Hoa Kỳ (bao gồm Arizona, New Mexico, Colorado và Utah) với hai ngoại lệ ở Oklahoma và Texas. Ngôn ngữ này cũng được sử dụng ở mức độ thấp hơn nhiều tại các bang Sonora, Chihuahua, Durango, Coahuila và Nuevo León ở miền bắc Mexico. Những ngôn ngữ này được nói bởi nhiều nhóm người Apache và Navajo. Ở những nơi khác, ngôn ngữ Athabasca được nói bởi nhiều nhóm người bản địa ở Alaska, Canada, Oregon và miền bắc California.
Tện tự gọi của tiếng Tây Apache và Navajo lần lượt là Nnee biyáti’/Ndee biyáti' và Diné bizaad/Naabeehó bizaad.
Có một số người nổi tiếng trong lịch sử có ngôn ngữ mẹ đẻ thuộc nhóm Athabasca Nam. Geronimo (Goyaałé), người nói tiếng Chiricahua là một người đột kích và lãnh đạo chiến tranh nổi tiếng. Manuelito nói tiếng Navajo và nổi tiếng vì sự lãnh đạo của ông trong và sau Hành trình dài của người Navajo.

## Gia đình
Bảy ngôn ngữ Athabasca Nam có thể được chia thành hai nhóm theo phân loại của Harry Hoijer: (I) Đồng bằng và (II) Tây Nam. Tiếng Apache Đồng Bằng là thành viên duy nhất của nhóm Apache Đồng Bằng. Nhóm Tây Nam có thể được chia thành hai nhóm nhỏ (A) Tây và (B) Đông. Phân nhóm miền Tây bao gồm tiếng Apache Tây, tiếng Navajo, tiếng Mescalero và tiếng Chiricahua. Phân nhóm miền Đông bao gồm tiếng Jicarilla và tiếng Apache Lipan.